# Loi de Hotelling
Ne doit pas être confondu avec Rente d'Hotelling ou Loi T² d'Hotelling.
La loi de Hotelling, aussi appelée principe de différenciation minimale ou modèle de la ville linéaire, affirme que sur la plupart des marchés, la concurrence conduit les producteurs à réduire la différence entre leurs produits. Elle est formulée en 1929 par le statisticien et économiste américain Harold Hotelling (1895-1973) dans un article intitulé Stability in Competition. Le phénomène inverse est la différenciation des produits, généralement considérée comme un avantage compétitif si elle s'effectue dans les bonnes conditions.
Le modèle de Hotelling est utilisé en économie industrielle, en théorie des jeux, et en économie géographique.

## Le problème des marchands de glace
Le problème des marchands de glace est un exemple célèbre de la théorie des jeux, et une approche simplifiée du modèle de Hotelling.

### Énoncé
Deux marchands de glace doivent choisir un emplacement sur une plage où les clients sont répartis uniformément.
On suppose les prix et produits des marchands identiques (la différenciation ne porte que sur l'emplacement des marchands, c'est-à-dire que les biens ne sont distincts que du fait des coûts de transport), de sorte que chaque client se dirige systématiquement vers le marchand le plus proche.
La question est double. D'une part, il s'agit de déterminer la position d'équilibre de ce jeu, c'est-à-dire la façon dont les marchands vont se placer sur la plage, en supposant que chacun ne cherche qu'à maximiser ses bénéfices. D'autre part, il s'agit d'analyser l'optimalité de cet équilibre, du point de vue des marchands et des clients.

### Équilibre
Lorsque les deux marchands sont installés, ils se partagent naturellement la plage en deux zones : la zone d'un marchand est l'ensemble des points de la plage qui sont plus près de lui que de l'autre marchand (notion de diagramme de Voronoï). Il n'est pas difficile de voir que ces zones correspondent à un découpage de la plage par la médiatrice du segment de droite reliant les deux marchands (schéma ci-dessous, à gauche — la médiatrice étant la ligne verticale noire).
Si un des deux marchands a une zone plus petite que l'autre (c'est le cas s'il est plus loin du centre de la plage), il peut accroître sa zone en se déplaçant (schéma ci-dessous, à droite). Il n'y a donc pas équilibre.
Il ne peut donc y avoir équilibre que si les deux zones ont la même taille, c'est-à-dire si les marchands sont tous deux de part et d'autre du milieu de la plage, à égale distance (ci-dessous, gauche). Mais, si l'un des marchands se rapproche alors du milieu de la plage (ci-dessous, droite, le vendeur bleu se déplace vers la gauche), il accroîtra sa zone au détriment de l'autre, qui devra aussi se rapprocher du milieu de la plage pour conserver « sa » moitié de plage.
Par conséquent, les deux marchands se rapprochent spontanément du milieu de la plage, jusqu'à s'y trouver tous les deux (ci-dessous, gauche). Il y a alors équilibre : chaque marchand a une moitié de plage, et s'il se déplace légèrement d'un côté ou de l'autre, il verra sa zone décroître au profit de son concurrent (ci-dessous, droite, le vendeur rouge se déplace vers la gauche). C'est l'équilibre de Nash de ce jeu.

### Optimalité
Si l'on suppose que les clients se déplaceront toujours vers le plus proche marchand, quelle que soit sa position, alors le jeu est à somme nulle : la somme des gains des marchands sera la même dans tous les cas.
Cependant, ce jeu produit des externalités : les clients ne sont pas indifférents à la position des marchands, puisqu'ils devront marcher en conséquence. En particulier, la position d'équilibre, avec les deux marchands au centre de la plage, est loin d'être idéale : certains clients doivent traverser la moitié de la plage pour acheter leur glace.
Une répartition bien meilleure des vendeurs (du point de vue de l'optimum social) serait d'en avoir un au milieu de chaque moitié de la plage (deuxième des trois schémas ci-dessus, gauche). Dans ce cas, non seulement chaque vendeur aurait encore une zone égale à la moitié de la plage, mais les clients ne devraient traverser qu'au plus le quart de la plage pour acheter leur glace. Il ne s'agit cependant pas d'un équilibre.
Ainsi, du point de vue des clients, l'équilibre de ce jeu n'est pas optimal. Il est possible de rendre cet équilibre non-optimal pour les marchands aussi : il suffit de supposer qu'un client préfère renoncer à sa glace que de traverser plus du tiers de la plage. Dans ce cas, l'équilibre pour les marchands consistera à se poster chacun à un tiers de la plage, puisqu'alors si un marchand veut se rapprocher du milieu, pour prendre un client à son concurrent il devra en perdre deux qui viendraient de l'extrémité de la plage (en moyenne, ou en supposant une répartition homogène des clients sur la plage). Ce nouvel équilibre améliore alors la condition des clients sans être encore optimal pour eux.

### Le modèle et la réalité
Le modèle ne prétend pas représenter un cas réel, mais les conséquences d'une hypothèse d'école très simplifiée. Dans la vie réelle, bien entendu, des clients qui achèteraient une glace si le marchand était près d'eux pourraient y renoncer s'il fallait parcourir la moitié de la plage aller et retour (en d'autres termes le volume des ventes n'est pas une constante). Ou encore un marchand pourrait vendre ses glaces un peu plus cher en jouant sur la préférence du client pour le confort de la proximité (en d'autres termes la proximité constitue un élément de service qui peut aussi se facturer). Cela ne remet pas en cause le modèle, qui ne constitue en tant que tel qu'un exemple idéal destiné à montrer que la main invisible d'Adam Smith peut, selon les cas, s'appliquer ou non.
Voir aussi l'article spécialisé Zone de chalandise.

## Le modèle général
Hotelling prend le cas de deux magasins (A et B) qui se trouvent sur une route rectiligne de longueur {\displaystyle L}. A se trouve à {\displaystyle a} kilomètres du début de la route et B se trouve à {\displaystyle b} kilomètres avant la fin de la route :

Le bien vendu est homogène et le prix de revient est de {\displaystyle u} $ par unité. Les consommateurs sont distribués uniformément le long de la route à raison d’un consommateur par kilomètre. Chaque consommateur achète une unité du bien. Son choix du magasin dépend du prix de vente et du coût de transport qui est de {\displaystyle c} $ par kilomètre. Il s’agit donc d’un cas de duopole avec biens différenciés car les frais de transport rendent les deux biens différents.
Si les prix étaient les mêmes, A aurait les consommateurs à gauche ({\displaystyle a}) et la moitié des consommateurs entre A et B. Dans le cas général, la répartition des consommateurs dépendra des prix fixés par A et B.

Soit {\displaystyle x} la distance entre A et un consommateur qui se trouve entre A et B (voir graphique). Si {\displaystyle d} est la distance entre A et B, le consommateur est indifférent entre aller chez A ou chez B lorsque :
où {\displaystyle p_{A}} et {\displaystyle p_{B}} sont les prix de vente respectifs pratiqués par les deux magasins et {\displaystyle \vert p_{B}-p_{A}\vert \leq c(L-a-b)}.
On obtient :
Les profits des deux magasins sont alors :
L’équilibre de Cournot-Nash est obtenu en utilisant les deux courbes de réaction (ou de meilleure réponse) :
Le point de rencontre de ces deux courbes donne la solution (Hotelling suppose que {\displaystyle u=0}, comme Cournot avec l’eau minérale):
Hotelling constate que le profit de A augmente s’il se rapproche de B (c’est-à-dire lorsque a augmente). Les deux entreprises ont alors intérêt à se rapprocher.
Il ne faut pas que les deux magasins soient trop proches l’un de l’autre car alors on est dans le cas du modèle de Bertrand avec un prix d’équilibre égal au coût unitaire et un profit nul. Si {\displaystyle a=b} et {\displaystyle L>2a}, alors A ne peut pas dépasser le premier quart de la route. Si, comme dans l’exemple de Hotelling, {\displaystyle b=1} et {\displaystyle L=35}, alors A peut aller jusqu’à environ 10 km. Il ne doit pas aller jusqu’au milieu de la route.
Si les coûts de transport sont quadratiques, A a intérêt à s’éloigner de B (différenciation des produits).

## Conséquences et validité
Ce phénomène est observé sur de nombreux marchés, en particulier sur ceux des marchandises (par opposition aux services) et a pour conséquence une diminution de la variété des choix disponibles pour le consommateur.
Hotelling suggère que ce résultat peut expliquer aussi la standardisation des produits ou des programmes des partis politiques aux États-Unis (différence entre Républicains et Démocrates) ; cette application est connue comme le théorème de l'électeur médian.
Dans les faits, les entreprises sont soumises à la fois à la loi de Hotelling et au principe opposé de différenciation des produits. Ainsi, une nouvelle compagnie d'aviation fera sa promotion en insistant sur ce qui la différencie de la concurrence : trajets moins onéreux, places plus confortables, etc. Mais elle adoptera également une politique très proche de celle de ses concurrents : services et grilles horaires similaires.
En théorie des jeux, le modèle de Hotelling est un cas d'équilibre de Nash non-optimal. En termes plus économiques, cela signifie qu'une concertation entre acteurs économiques (ou une régulation externe, par exemple étatique) peut être préférable pour tous à une situation où chaque acteur cherche à optimiser son propre profit, ce qui contredit le principe de la main invisible.
En économie géographique, il s'agit d'une première approche pour les problèmes de différenciation spatiale. Le modèle de Hotelling  est étendu par le modèle de Salop dit de la « ville circulaire » qui considère non plus une droite, mais un cercle-unité. Alors que la droite permet de modéliser une autoroute, le cercle modélise plus facilement une ville autour d'un lac ou une périphérie urbaine.